# Joby Messier
 (juillet 2017).
Si vous disposez d'ouvrages ou d'articles de référence ou si vous connaissez des sites web de qualité traitant du thème abordé ici, merci de compléter l'article en donnant les références utiles à sa vérifiabilité et en les liant à la section « Notes et références ».
Marcus Cyril Messier, dit Joby Messier, né le 2 mars 1970 à Regina, Saskatchewan (Canada), est un joueur et entraîneur professionnel de hockey sur glace. Il a notamment évolué avec les Rangers de New York dans la Ligue nationale de hockey. Joby Messier détient par ailleurs le record du meilleur plus-minus de Ligue américaine de hockey (+59 en 60 matchs avec les Rangers de Binghamton en 1992-1993). Il est le cousin de Mark Messier et de Paul Messier et le frère de Mitch Messier, également joueurs de hockey sur glace.
Depuis 2018, il est l'entraîneur des IK Pantern de Malmö, formation de 2e division suédoise.

## Biographie
Durant sa carrière de joueur, Joby Messier a occupé le poste de défenseur. Après des débuts dans les ligues juniors (Hounds de Notre Dame, Ligue de hockey junior de la Saskatchewan) et universitaires (Spartans de Michigan State, National Collegiate Athletic Association), il est repêché au 118e rang par les Rangers de New York lors de la draft de 1989. Entre 1992 et 1995, il dispute ainsi 25 rencontres en LNH sous les couleurs des Rangers de New York (vainqueurs de la Coupe Stanley en 1994) et 127 matchs avec l'équipe-ferme des Rangers de Binghamton en Ligue américaine de hockey. En 25 matchs de NHL avec les Rangers de New York, Messier a réalisé 4 assists et a écopé de 24 minutes de pénalité. Alors qu'il s'apprêtait à rejoindre les Islanders de New York en 1995, il manque l'entièreté de la saison en raison d'une blessure au genou. Récupérant d'un accident automobile, il manque une bonne partie de la saison suivante, mais dispute tout de même une quarantaine de matchs en Ligue internationale de hockey avec les Grizzlies de l'Utah. Lors de la saison 1997-1998, alors qu'il évolue avec les Ice Dogs de Long Beach en LIH, il doit mettre fin à sa carrière de joueur en raison d'une blessure à la tête.
Joby Messier a travaillé pendant plus de 15 ans dans le secteur de la formation des jeunes, notamment comme responsable et entraîneur-chef pour le hockey masculin auprès de l’école et académie de hockey Athol Murray College of Notre Dame.
En juillet 2017, Joby Messier est nommé entraîneur-chef du HC Sion-Nendaz 4 Vallées, équipe suisse évoluant en 3e division nationale, pour une durée d'une saison avec option. Celui-ci n'a cependant jamais réellement officié en tant qu'entraîneur avec le club suisse et annonce en janvier 2018 qu'il n'entend pas poursuivre la collaboration entamée, malgré un contrat encore valable.

## Statistiques
| Saison     | Équipe                     | Ligue      |     | Saison régulière | Saison régulière | Saison régulière | Saison régulière | Saison régulière |   | Séries éliminatoires | Séries éliminatoires | Séries éliminatoires | Séries éliminatoires | Séries éliminatoires |
| Saison     | Équipe                     | Ligue      | PJ  | B                | A                | Pts              | Pun              | PJ               | B | A                    | Pts                  | Pun                  |                      |                      |
| 1987-1988  | Hounds de Notre Dame       | LHJS       | 53  | 9                | 22               | 31               | 208              | -                | - | -                    | -                    | -                    |                      |                      |
| 1988-1989  | Spartans de Michigan State | NCAA       | 39  | 2                | 10               | 12               | 79               | -                | - | -                    | -                    | -                    |                      |                      |
| 1989-1990  | Spartans de Michigan State | NCAA       | 42  | 1                | 11               | 12               | 58               | -                | - | -                    | -                    | -                    |                      |                      |
| 1990-1991  | Spartans de Michigan State | NCAA       | 39  | 5                | 11               | 16               | 71               | -                | - | -                    | -                    | -                    |                      |                      |
| 1991-1992  | Spartans de Michigan State | NCAA       | 44  | 13               | 16               | 29               | 85               | -                | - | -                    | -                    | -                    |                      |                      |
| 1992-1993  | Rangers de New York        | LNH        | 11  | 0                | 0                | 0                | 6                | -                | - | -                    | -                    | -                    |                      |                      |
| 1992-1993  | Rangers de Binghamton      | LAH        | 60  | 5                | 16               | 21               | 63               | 14               | 1 | 1                    | 2                    | 6                    |                      |                      |
| 1993-1994  | Rangers de New York        | LNH        | 4   | 0                | 2                | 2                | 0                | -                | - | -                    | -                    | -                    |                      |                      |
| 1993-1994  | Rangers de Binghamton      | LAH        | 42  | 6                | 14               | 20               | 58               | -                | - | -                    | -                    | -                    |                      |                      |
| 1994-1995  | Rangers de New York        | LNH        | 10  | 0                | 2                | 2                | 18               | -                | - | -                    | -                    | -                    |                      |                      |
| 1994-1996  | Rangers de Binghamton      | LAH        | 25  | 2                | 9                | 11               | 36               | 1                | 0 | 0                    | 0                    | 0                    |                      |                      |
| 1996-1997  | Grizzlies de l'Utah        | LIH        | 44  | 6                | 20               | 26               | 41               | 7                | 0 | 1                    | 1                    | 10                   |                      |                      |
| 1997-1998  | Ice Dogs de Long Beach     | LIH        | 23  | 0                | 3                | 3                | 45               | -                | - | -                    | -                    | -                    |                      |                      |
| Totaux LAH | Totaux LAH                 | Totaux LAH | 127 | 13               | 39               | 52               | 157              | 15               | 1 | 1                    | 2                    | 6                    |                      |                      |
| Totaux LIH | Totaux LIH                 | Totaux LIH | 68  | 6                | 23               | 29               | 86               | 7                | 0 | 1                    | 1                    | 10                   |                      |                      |
| Totaux LNH | Totaux LNH                 | Totaux LNH | 25  | 0                | 4                | 4                | 24               | -                | - | -                    | -                    | -                    |                      |                      |